# Trường Trung học phổ thông Phan Châu Trinh, Đà Nẵng
Trường Trung học phổ thông Phan Châu Trinh là một trường trung học phổ thông theo hình thức công lập được thành lập vào ngày 15 tháng 9 năm 1952, tại Hải Châu, Đà Nẵng. Trường là một trong những đơn vị giáo dục có uy tín, đào tạo nguồn nhân lực chất lượng cao trong thành phố. Trong các kỳ thi tuyển sinh lớp 10 THPT hằng năm của thành phố Đà Nẵng, trường THPT Phan Châu Trinh luôn là trường có điểm chuẩn đầu vào cao nhất thành phố.

## Lịch sử
- Ngày 15 tháng 9 năm 1952, trường được thành lập, đặt tại trường Tiểu học Phù Đổng hiện nay.
- Năm học 1954 - 1955, trường được xây dựng tại 167 Lê Lợi (cơ sở cũ của trường hiện nay) và chính thức được mang tên trường Trung học Phan Châu Trinh.
- Năm học 1975 - 1976, hệ thống tổ chức của trường đã có sự thay đổi, trường trở thành Trường cấp 3 Phan Châu Trinh, sau đó trở thành trường THPT Phan Châu Trinh như hiện nay.
- Từ năm học 2004 - 2005, trường xây dựng thêm cơ sở mới tại 154 Lê Lợi.
- Ngày 15/4/2015, TP Đà Nẵng phê duyệt khởi công xây dựng lại trường THPT Phan Châu Trinh cũ (số 167 Lê Lợi) trên diện tích đất 6.807m²[5]

• Quy mô đào tạo:  Năm học 1952 - 1953, trường có một lớp Đệ Thất (lớp 6); đến năm học 1974 - 1975, trường có 68 lớp Đệ nhất cấp (THCS) và Đệ nhị cấp (THPT). Năm học 2002 - 2003, trường có 74 lớp với gần 4.000 học sinh. Năm học 2012 - 2013, trường có 98 lớp với hơn 4.700 học sinh. Và năm học 2013 - 2014, trường có 97 lớp -  4.400 học sinh. Từ năm học 2018 - 2019, trường duy trì 93 lớp với tổng số học sinh hằng năm từ 3600 đến dưới 3800 học sinh.

## Thành tích

### Danh hiệu
- Huân chương Lao động hạng Ba (1983)
- Huân chương Lao động hạng Nhì (1996)
- Huân chương Lao động hạng Nhất (2003)
- Huân chương Độc lập hạng Ba (2011)
- Huân chương Giải phóng hạng Ba
- Cờ luân lưu Đơn vị dẫn đầu ngành giáo dục (1981)

### Kỳ thi học sinh giỏi Quốc gia và Olympic quốc tế
- Lê Văn Hoàng - Giải khuyến khích Vật lý quốc tế (1981)
- Trần Hữu Huấn - Giải ba Vật lý quốc tế (1982)
- Trần Nam Dũng - Giải nhì Toán quốc tế (1983)
- Nguyễn Văn Hưng - Giải nhì Toán quốc tế (1984)
- Võ Thu Tùng - Giải ba Toán quốc tế (1984)
- Lâm Tùng Giang - Giải nhì Toán quốc tế (1985)
- Nguyễn Hùng Sơn - Giải nhì Toán quốc tế (1986)
- Phạm Huỳnh Long Vũ - Giải nhì HSG Quốc gia môn Tin học (2023)

### Kì thi THPT Quốc gia
- Trần Thị Nhân Duyên: thủ khoa môn Văn của Đà Nẵng trong kì thi năm 2018 với 9,5 điểm.[6]
- Đặng Hùng Vĩnh: thủ khoa môn Vật lý của Đà Nẵng trong kì thi năm 2018 với 9,5 điểm.
- Ngô Việt Hoài Bảo: thủ khoa khối A01 của Đà Nẵng trong kì thi năm 2018 với 25,8 điểm.
- Hồ Thị Như Ý, học sinh lớp 12/3, là thủ khoa khối A của Đà Nẵng trong kỳ thi THPT Quốc gia năm 2019 với 26,7 điểm.[7]
- Nguyễn Thị Thanh Trúc: thủ khoa khối D01 của Đà Nẵng trong kỳ thi tốt nghiệp THPT Quốc gia năm 2020 với tổng điểm 3 môn là 28,9 điểm.[8]
- Vũ Hoàng Hải: thủ khoa khối A00 và A01 của Đà Nẵng trong kỳ thi tốt nghiệp THPT năm 2024 với tổng điểm lần lượt là 28,8 và 28,7 điểm.[9]

### Đường lên đỉnh Olympia
- Nguyễn Hữu Quang Nhật, Nhất Quý I - Tham gia chung kết Đường lên đỉnh Olympia 2018.[10][11][12][13][14]

## Hiệu trưởng qua các thời kì
| STT | Tên               | Nhiệm kì  |
| --- | ----------------- | --------- |
| 1   | Lê Khắc Giai      | 1952-1953 |
| 2   | Trương Cảnh Ngôn  | 1953      |
| 3   | Bùi Tấn           | 1953-1955 |
| 4   | Huỳnh Văn Gi      | 1955-1956 |
| 5   | Nguyễn Đăng Ngọc  | 1956-1962 |
| 6   | Ngô Văn Chương    | 1962-1963 |
| 7   | Châu Trọng Ngô    | 1963-1964 |
| 8   | Đặng Ngọc Tuấn    | 1964-1966 |
| 9   | Trần Vinh Anh     | 1966-1967 |
| 10  | Thái Doãn Ngà     | 1967-1973 |
| 11  | Huỳnh Mai Trác    | 1973-1975 |
| 12  | Nguyễn Đình Trọng | 1975      |
| 13  | Lê Phú Lộc        | 1975      |
| 14  | Trương Đình Nam   | 1975-1980 |
| 15  | Đoàn Khải         | 1980-1989 |
| 16  | Bùi Thị Huệ       | 1989-1990 |
| 17  | Nguyễn Tiến Hành  | 1990-2000 |
| 18  | Lê Phú Kỳ         | 2000-2013 |
| 19  | Trần Văn Quang    | 2013-2017 |
| 20  | Nguyễn Quang Hưng | 2017-nay  |

## Hoạt động ngoại khóa
Sự kiện thường niên:
- Ngày hội văn hóa dân gian.[15][16]
- Shine - Tỏa sáng tài năng.
- Học sinh Tài năng - Thanh lịch.
- Hội trại truyền thống.[17]